# Futsal-Weltmeisterschaft
Die Futsal-Weltmeisterschaft ist ein alle vier Jahre stattfindendes Turnier, an dem die besten Nationalteams im Futsal den Weltmeistertitel ausspielen. Seit 1989 wird der Wettbewerb vom Fußball-Weltverband FIFA ausgerichtet.

## Qualifikation
Bis 2004 nahmen an den Endrunden 16 Mannschaften teil. Für die Futsal-Weltmeisterschaft 2008 in Brasilien wurde das Teilnehmerfeld auf 20 Teams und für das Turnier 2012 in Thailand nochmals auf 24 Mannschaften aufgestockt. Die Teilnehmer werden aus Qualifikationsturnieren und den jeweiligen Kontinentalmeisterschaften ausgewählt. Der Gastgeber ist jeweils automatisch qualifiziert.
| Konföderation | Qualifikationsplätze bis 2004 (15) | Qualifikationsplätze 2008 (19) | Qualifikationsplätze ab 2012 (23) |
| ------------- | ---------------------------------- | ------------------------------ | --------------------------------- |
| UEFA          | 5                                  | 6                              | 7                                 |
| AFC           | 3                                  | 4                              | 4                                 |
| CONMEBOL      | 3                                  | 3                              | 4                                 |
| CONCACAF      | 2                                  | 3                              | 4                                 |
| OFC           | 1                                  | 1                              | 1                                 |
| CAF           | 1                                  | 2                              | 3                                 |

## Modus
Die Vorrunde wird derzeit in sechs Gruppen zu je vier Mannschaften gespielt. In den Gruppen spielt jeweils einmal jeder gegen jeden. Die beiden besten Mannschaften jeder Gruppe sowie die vier besten Gruppendritten erreichen das Achtelfinale. Ab diesem wird im K.-o.-System bis zum Finale gespielt.

## Die Turniere im Überblick
| Jahr         | Gastgeber   | Finale      | Finale    | Finale      | Spiel um Platz drei | Spiel um Platz drei | Spiel um Platz drei |
| Jahr         | Gastgeber   | Weltmeister | Ergebnis  | 2. Platz    | 3. Platz            | Ergebnis            | 4. Platz            |
| ------------ | ----------- | ----------- | --------- | ----------- | ------------------- | ------------------- | ------------------- |
| 1989 Details | Niederlande | Brasilien   | 2:1       | Niederlande | USA                 | 3:2 n. V.           | Belgien             |
| 1992 Details | Hongkong    | Brasilien   | 4:1       | USA         | Spanien             | 9:6                 | Iran                |
| 1996 Details | Spanien     | Brasilien   | 6:4       | Spanien     | Russland            | 3:2                 | Ukraine             |
| 2000 Details | Guatemala   | Spanien     | 4:3       | Brasilien   | Portugal            | 4:2                 | Russland            |
| 2004 Details | Taiwan      | Spanien     | 2:1       | Italien     | Brasilien           | 7:4                 | Argentinien         |
| 2008 Details | Brasilien   | Brasilien   | 6:5 n.S.  | Spanien     | Italien             | 2:1                 | Russland            |
| 2012 Details | Thailand    | Brasilien   | 3:2 n. V. | Spanien     | Italien             | 3:0                 | Kolumbien           |
| 2016 Details | Kolumbien   | Argentinien | 5:4       | Russland    | Iran                | 6:5 n.S.            | Portugal            |
| 2021 Details | Litauen     | Portugal    | 2:1       | Argentinien | Brasilien           | 4:2                 | Kasachstan          |
| 2024 Details | Usbekistan  | Brasilien   | 2:1       | Argentinien | Ukraine             | 7:1                 | Frankreich          |

### Rangliste
| Rang | Land        | Titel | Jahr(e)                            | 2. Platz | 3. Platz | 4. Platz |
| ---- | ----------- | ----- | ---------------------------------- | -------- | -------- | -------- |
| 1    | Brasilien   | 6     | 1989, 1992, 1996, 2008, 2012, 2024 | 1        | 2        |          |
| 2    | Spanien     | 2     | 2000, 2004                         | 3        | 1        |          |
| 3    | Argentinien | 1     | 2016                               | 2        |          | 1        |
| 4    | Portugal    | 1     | 2021                               |          | 1        | 1        |
| 5    | Italien     |       |                                    | 1        | 2        |          |
| 6    | Russland    |       |                                    | 1        | 1        | 2        |
| 7    | USA         |       |                                    | 1        | 1        |          |
| 8    | Niederlande |       |                                    | 1        |          |          |
| 9    | Ukraine     |       |                                    |          | 1        | 1        |
|      | Iran        |       |                                    |          | 1        | 1        |
| 11   | Belgien     |       |                                    |          |          | 1        |
|      | Kasachstan  |       |                                    |          |          | 1        |
|      | Kolumbien   |       |                                    |          |          | 1        |
|      | Frankreich  |       |                                    |          |          | 1        |

## Auszeichnungen
Am Ende einer jeden Futsal-Weltmeisterschaft werden mehrere Auszeichnungen an die besten Spieler und fairsten Teams verliehen. Aktuell gibt es vier verschiedene Auszeichnungen:
- den Adidas Goldenen Ball für den besten Spieler
- den Adidas Goldenen Schuh für den besten Torschützen
- den Adidas Goldenen Handschuh für den besten Torhüter
- den FIFA Fair Play Award für das fairste Team

| Jahr | Goldener Ball (Bester Spieler) | Goldener Schuh (Torschützenkönig) | Goldener Handschuh (Bester Torwart) | FIFA Fair Play Award |
| ---- | ------------------------------ | --------------------------------- | ----------------------------------- | -------------------- |
| 1989 | Vic Hermans                    | László Zsadányi (7)               | nicht vergeben                      | USA                  |
| 1992 | Jorginho                       | Saeid Rajabi (16)                 | nicht vergeben                      | USA                  |
| 1996 | Manoel Tobias                  | Manoel Tobias (14)                | nicht vergeben                      | Brasilien            |
| 2000 | Manoel Tobias                  | Manoel Tobias (19)                | nicht vergeben                      | Brasilien            |
| 2004 | Falcão                         | Falcão (13)                       | nicht vergeben                      | Brasilien            |
| 2008 | Falcão                         | Pula (16)                         | Tiago                               | Spanien              |
| 2012 | Neto                           | Eder Lima (9)                     | Stefano Mammarella                  | Argentinien          |
| 2016 | Fernando Wilhelm               | Ricardinho (12)                   | Nicolás Sarmiento                   | Vietnam              |
| 2021 | Ricardinho                     | Ferrão (9)                        | Nicolás Sarmiento                   | Kasachstan           |
| 2024 |                                |                                   |                                     |                      |

## Varia
| Jahr                  | Orte | Hallen | Meldungen 1 | Teams | Spiele | Tor | /Spiel | Zuschauer | Z/Spiel | Gelbe Karte | /Spiel | Gelb-Rote Karte | /Spiel | Rote Karte | /Spiel |
| --------------------- | ---- | ------ | ----------- | ----- | ------ | --- | ------ | --------- | ------- | ----------- | ------ | --------------- | ------ | ---------- | ------ |
| 1989                  | 5    | 5      | 16          | 16    | 40     | 221 | 5,53   | 86.500    | 2.163   | 78          | 1,95   |                 |        | 4          | 0,10   |
| 1992                  | 1    | 2      | 27          | 16    | 40     | 307 | 7,68   | 85.480    | 2.173   | 104         | 2,60   | 3               | 0,08   | 2          | 0,05   |
| 1996                  | 4    | 4      | 48          | 16    | 40     | 290 | 7,25   | 116.400   | 2.910   | 64          | 1,65   | 1               | 0,03   | 2          | 0,05   |
| 2000                  | 1    | 2      | 64          | 16    | 40     | 302 | 7,55   | 224.038   | 5.601   | 91          | 2,28   | 1               | 0,03   | 6          | 0,15   |
| 2004                  | 2    | 2      | 86          | 16    | 40     | 237 | 5,93   | 50.923    | 1.273   | 94          | 2,33   | 2               | 0,05   | 5          | 0,13   |
| 2008                  | 2    | 2      | 98          | 20    | 56     | 387 | 6,91   | 292.161   | 5.217   | 130         | 2,30   | 9               | 0,16   | 7          | 0,13   |
| 2012                  | 2    | 3      | 117         | 24    | 52     | 349 | 6,71   | 160.102   | 3.079   | 155         | 2,98   | 7               | 0,13   | 8          | 0,15   |
| 2016                  | 3    | 3      | 125         | 24    | 52     | 352 | 6,77   | 139.307   | 2.679   | 150         | 2,88   | 6               | 0,12   | 6          | 0,12   |
| 2021                  | 3    | 3      |             | 24    | 52     | 301 | 5,79   | 63.7482   | 1.226   | 117         | 2,25   | 2               | 0,04   | 7          | 0,13   |
| 2024                  | 1+   | 2+     |             | 24    | 52     | 362 | 6,96   | 152.823   | 2.939   |             |        |                 |        |            |        |
| Jeweilige Rekordmarke |      |        |             |       |        |     |        |           |         |             |        |                 |        |            |        |

2 Das Turnier fand während der Corona-Pandemie statt.